# Regional Four Day Competition 2012/13
Der Regional Four Day Competition 2012/13 war die 47. Saison des nationalen First-Class-Cricket-Wettbewerbes in den West Indies und wurde vom 9. Februar bis zum 9. Mai 2013 ausgetragen. Im Finale konnte sich Barbados mit einem Innings und 22 Runs gegen Trinidad und Tobago durchsetzen konnten.

## Format
Die sieben Mannschaften spielten in einer Gruppe gegen jedes andere Team jeweils zwei Mal. Für einen Sieg gibt es 12 Punkte, für eine Niederlage nach Führung nach dem ersten Innings vier Punkte, für einen Sieg nach dem ersten Innings bei einem Remis 6 Punkte, für eine Niederlage  nach dem ersten Innings bei einem Remis 6 Punkte, für eine Absage oder keine Entscheidung im ersten Innings 3 Punkte. Die ersten vier der Gruppe qualifizieren sich für das Halbfinale, dessen Sieger im Finale den Gewinner des Wettbewerbes ermitteln.

## Resultate

### Gruppenphase
Tabelle
Am Ende der Saison nahm die Tabelle die folgende Gestalt an.
| Team                           | Sp. | S | N | R | LWF | DWF | DLF | DLF | Ded | Punkte |
| ------------------------------ | --- | - | - | - | --- | --- | --- | --- | --- | ------ |
| Jamaika                        | 6   | 6 | 0 | 0 | 0   | 0   | 0   | 0   | 0   | 72     |
| Windward Islands               | 6   | 5 | 1 | 0 | 0   | 0   | 0   | 0   | 0   | 60     |
| Barbados                       | 6   | 4 | 2 | 0 | 0   | 0   | 0   | 0   | 0   | 48     |
| Trinidad und Tobago            | 6   | 3 | 3 | 0 | 0   | 0   | 0   | 0   | 0   | 36     |
| Guyana                         | 6   | 1 | 4 | 0 | 0   | 1   | 0   | 0   | 0   | 18     |
| Combined Campuses and Collages | 6   | 1 | 5 | 0 | 0   | 0   | 0   | 0   | 0   | 12     |
| Leeward Islands                | 6   | 0 | 4 | 0 | 1   | 0   | 1   | 0   | 0   | 7      |

Sieg: 12 Punkte; Remis: 3 Punkte

### Halbfinale
| 2. – 5. Mai Scorecard | Kingston | Jamaika 246 (80.5) & 102 (43.5)          | – | Trinidad und Tobago 170 (70.4) & 179-7 (65.2) |
|                       |          | Trinidad und Tobago gewinnt mit 3 Wicket |   |                                               |

| 2. – 3. Mai Scorecard | Roseau | Barbados 212 (75.2)                             | – | Windward Islands 44 (25.1) & 67 (27.1) (f/o) |
|                       |        | Barbados gewinnt mit einem innings und 101 Runs |   |                                              |

### Finale
| 9. – 11. Mai Scorecard | Bridgetown | Trinidad und Tobago 110 (37.4) & 237 (55.4) | – | Barbados 369 (110) |
|                        |            | Barbados gewinnt mit 22 Runs                |   |                    |